# Nicolas Théobald
Nicolas Théobald é um paleontólogo, geólogo, professor e entomologista francês (1903-1981). Ele defendeu sua tese em 1937.